# 镖旗飞扬
《镖旗飞扬》（英語：The Protectors）是1975年上映的一部香港電影，由午马执导，倪匡编剧，罗烈等領銜主演。该电影主要讲述的是两个镖师以及盗贼团之间发生的故事。

## 劇情簡介
在一家镖局中，有两个非常厉害的镖师，但是这两个人中的其中一个对于镖师的收入有些不满，于是他便被盗贼团蛊惑，并决定和盗贼团合作，私吞镖银，以及诬陷他的搭档。
然而最后，他的所作所为还是被另一个镖师察觉到了，虽说这个镖师最后为了目的而不择手段，甚至还造成了同镖局的人死亡，但是最后他的计划还是被另一个镖师阻止，并且这位镖师也死在了自己搭档的手中。不仅如此，盗贼团也被这位镖师的搭档击杀。

## 演员
- 罗烈
- 詹森
- 杨柏尘
- 陈强
- 黄梅
- 卢慧
- 何其昌
- 江全
- 余袁稳
- 曾楚霖
- 张佩山
- 石天
- 王侠
- 李寿祺

## 相關連結
- 互联网电影数据库（IMDb）上《镖旗飞扬》的资料（英文）
- 豆瓣电影上《镖旗飞扬》的資料 （简体中文）
- 香港影庫上《镖旗飞扬》的資料（繁體中文）